# Młodzieżowe indywidualne mistrzostwa Szwecji na żużlu
Młodzieżowe indywidualne mistrzostwa Szwecji na żużlu – rozgrywany od 1958 coroczny cykl turniejów żużlowych, których celem jest wyłonienie najlepszego szwedzkiego żużlowca w kategorii do 21 lat.